# Stemodia trifoliata
Stemodia trifoliata är en grobladsväxtart som först beskrevs av Heinrich Friedrich Link, och fick sitt nu gällande namn av Reichb.. Stemodia trifoliata ingår i släktet Stemodia och familjen grobladsväxter. Inga underarter finns listade i Catalogue of Life.